# Trimerotropis occulens
Trimerotropis occulens é uma espécie de insecto da família Acrididae.
É endémica dos Estados Unidos da América. 